# Pink Season
Pink Season è il primo album in studio della discografia giapponese del gruppo femminile sudcoreano Apink, pubblicato nel 2015.

## Tracce
1. Pink Season – 1:34
2. No No No (Japanese version) – 3:40
3. Bubibu (Japanese version) – 3:43
4. U You (Japanese version) – 3:26
5. I Don't Know (モㇽラヨ) (Japanese version) – 3:46
6. Remember (Japanese version) – 3:52
7. Mr. Chu (Japanese version) – 3:35
8. My My (Japanese version) – 3:54
9. Hush (Japanese version) – 3:31
10. I'm Not An Angel (天使じゃない) (Japanese version) – 3:27
11. Good Morning Baby (Japanese version) – 3:46
12. Luv (Japanese version) – 4:01
13. April 19th (4月19日) (Japanese version) – 4:22